# Kissidougou (prefektur)
Kissidougou är en prefektur i Guinea.   Den ligger i regionen Faranah Region, i den södra delen av landet, 400 km öster om huvudstaden Conakry. Antalet invånare är 213 577. Arean är 8 300 kvadratkilometer. Kissidougou gränsar till Kouroussa, Kankan Prefecture, Kerouane Prefecture, Macenta, Préfecture de Guékédou och Faranah Prefecture. 
Terrängen i Kissidougou är kuperad åt sydost, men åt nordväst är den platt.
Följande samhällen finns i Kissidougou:
- Kissidougou
- Sangardo
- Yombiro
- Firawa
- Bardou